# Jack Watson (stabschef)
Jack H. Watson, född 24 oktober 1938 i El Paso, Texas, är en amerikansk politiker och jurist.
Watson avlade sin grundexamen vid Vanderbilt University och juristexamen vid Harvard Law School. Han tjänstgjorde under USA:s president Jimmy Carter som presidentens rådgivare, kabinettssekreterare och Vita husets stabschef. Efter Carters förlust i presidentvalet i USA 1980 arbetade han på advokatbyrån Long, Aldridge & Norman i Atlanta.
Watson var en av Monsantos toppjurister (Chief Legal Strategist) 1998-2000.